# モテナス芳賀
モテナス芳賀（モテナスはが）は、栃木県芳賀郡芳賀町祖母井南一丁目にある、ショッピングセンター。芳賀町が主導して建設された商業施設であり、公共施設も併設されている。施設名のモテナスは「もてなす」の意味で、「おもてなしの心を大切にしたい」という思いが込められている。

## 歴史
芳賀町は芳賀町商工会とともに2000年（平成12年）から商業集積地の整備計画の策定を開始し、地域の魅力向上を目指して、祖母井南部土地区画整理事業と栃木県道69号宇都宮茂木線の芳賀バイパス整備計画と連携した整備に着手した。土地区画整理事業による新たな住拠点の形成を補完し、モテナス芳賀の整備によって地元商業者への新たなビジネスチャンスの提供、中心市街地のにぎわいの創出、消費者の利便性の向上が期待された。商工会は地元テナントの誘致と施設設計への助言を通して、事業に参画した。
商業集積地の整備計画は第5次芳賀町振興計画（2006年度 - 2015年度）に盛り込まれ、2007年（平成19年）11月14日、たいらやとカワチ薬品を核店舗とするモテナス芳賀が開業した。商業店舗のみならず、子育て支援センター「子育てひろばぴよぴよ」およびデマンド交通オペレーションセンター「ふれあいタクシーひばり」という公共施設を併設したショッピングセンターとなった。共同店舗は芳賀町が設置したものであるが、指定管理者制度を導入し、計画策定段階から関与していた芳賀町商工会が管理運営を担当することになった。商工会はモテナス芳賀の管理者として2人を雇用し、大型店との折衝や公共施設部分の管理、共同店舗に出店する地元業者への経営指導などに当たった。
芳賀町では、宇都宮市のインターパークやベルモールへ買い物に行く消費者が多く、2009年（平成21年）度の調査によると地元購買率は22.4％と低水準である。一方で、食料品については、モテナス芳賀の存在により50％を超えており、町内だけでなく市貝町や高根沢町からの集客にも成功している。この頃の店舗数は10店で、推定売上額は29億円であった。
2014年（平成26年）には、初めて共同店舗のテナントの入れ替えがあり、3店が退店し、3店が新規入店した。これを受け、芳賀町商工会はモテナス芳賀の出店者を重点支援対象事業者に指定し、来街者調査や経営分析調査などを実施した。2015年（平成27年）2月28日には、祖母井南土地区画整理事業の換地処分に伴い、モテナス芳賀を含む一帯が祖母井から祖母井南一丁目に変更された。2022年（令和4年）10月2日には、15周年記念祭を開催し、ウィンドウ・アート体験や12団体による飲食などの出店、ビンゴ大会、謎解きゲームなどが行われた。
2023年（令和5年）2月7日、核店舗の1つであるたいらや芳賀店が改装工事のため一旦閉店し、同年3月9日に営業を再開した。同年度の芳賀町の当初予算案には、モテナスの駐車場の舗装に関し、設計・工事費として4753.7万円が計上された。同じく同年の9月29日、セリアが開店した。

## テナント
店舗の総面積は4,430 m2で、うち926.73 m2は地元商業者向けの共同店舗となっている。共同店舗及び附属店舗は芳賀町が設置したもので、指定管理者として芳賀町商工会が管理運営を担当する。2016年（平成28年）時点の共同店舗の賃料は1 m2あたり月額1,500円と売上高に応じた歩合制をとっており、低廉な価格設定を行っている。町が設置したため、テナントに空きが出ると、町の広報誌『広報はが』にテナント募集の情報が掲載される。
2024年現在
- たいらや芳賀店（営業時間 9:00 - 23:00）[7]
  - フラワーヒルズ芳賀店（花屋）[18]
  - 蛸屋たいらや芳賀店（和菓子店）[19]
- カワチ薬品芳賀店（営業時間 9:00 - 21:00）[20]
- セリアモテナス芳賀店（営業時間 9:00 - 20:00）[21]
- 共同店舗（モテナス名店街）
  - 美容室COCO[22]
  - フレッシュI芳賀店（クリーニング店）[23]
  - JUAVACドローンエキスパートアカデミー栃木校（ドローンスクール）[24]
  - ステーキ食堂 はやぶさ[25]
  - ごはん処太陽[26]
  - デマンド交通「ふれあいタクシーひばり」予約センター[27]
  - 子育てひろば ぴよぴよ[28]
- 附属店舗
  - てるてるモテナス芳賀（コインランドリー）[29]

### 開業当時
- たいらや芳賀店[11]
  - 生花ほそや（花屋）[11]
  - 携帯ショップビーワン芳賀店[11]
- カワチ薬品芳賀店[11]
- かくまる（衣料品店）[11]
- 共同店舗（モテナス名店街）[11]
  - 漢方 薬師堂
  - 和酒 米屋酒店
  - シャディサラダ館
  - 物産館モテナス
  - 串揚・居酒屋 きずな
  - 海鮮和食 海蔵（みくら）
  - デマンド交通「ふれあいタクシーひばり」
  - 子育てひろば
- 附属店舗
  - コインランドリーてるてる[11]